# Горња Бошава
Горња Бошава (мкд. Горна Бошава) је насеље у Северној Македонији, у јужном делу државе. Горња Бошава је насеље у оквиру општине Кавадарци.

## Географија
Горња Бошава је смештена у јужном делу Северне Македоније, близу државне границе са Грчком - 12 km јужно од насеља. Од најближег већег града, Кавадараца, насеље је удаљено 35 km јужно.
Насеље Горња Бошава се налази у планинској области Бошава. Насеље је смештено у долини речице Бошаве, подно планине Кожуф, која се издиже јужно од насеља. Насеље је положено на приближно 600 метара надморске висине. 
Месна клима је континентална.

## Становништво
Горња Бошава је према последњем попису из 2002. године имала 52 становника.
Већинско становништво у насељу су етнички Македонци (98%), а остало су Срби.
Претежна вероисповест месног становништва је православље.